# Гядімінас Мажейка
Гядімінас Мажейка (лит. Gediminas Mažeika, нар. 24 березня 1978, Каунас, Литва) — литовський арбітр, обслуговуває матчі А ліги з 2000 року. З 2008 року — арбітр ФІФА. З 2008 року обслуговує матчі Ліги Європи УЄФА та Ліги чемпіонів УЄФА.
Свого часу обслуговував матчі юнацького чемпіонату Європи серед 19 річних (2010):
- Італія - Португалія 0:2
- Нідерланди - Англія 1:0

Також судив матчі 2013 року:
- Туреччина - Грузія 4:2

Матчі між національними збірними обслуговує з 2009.
У червні 2017 обслуговував матчі молодіжного чемпіонату Європи.

## Матчі національних збірних
| Дата            | Збірні                         | Рахунок | Турнір               | ЖК | YK · YK · RK | RK |
| --------------- | ------------------------------ | ------- | -------------------- | -- | ------------ | -- |
| 10 червня 2009  | Білорусь – Молдова             | 2 – 2   | Товариський матч     | 2  | 0            | 0  |
| 5 вересня 2009  | Молдова – Люксембург           | 0 – 0   | Кваліфікація ЧС 2010 | 7  | 0            | 0  |
| 19 червня 2010  | Естонія – Латвія               | 0 – 0   | Кубок Балтики        | 3  | 0            | 0  |
| 8 жовтня 2010   | Андорра – Північна Македонія   | 0 – 2   | Кваліфікація ЧЄ 2012 | 1  | 0            | 0  |
| 11 жовтня 2011  | Албанія – Румунія              | 1 – 1   | Кваліфікація ЧЄ 2012 | 3  | 0            | 0  |
| 29 лютого 2012  | Білорусь – Молдова             | 0 – 0   | Товариський матч     | 3  | 0            | 0  |
| 3 червня 2012   | Фінляндія – Латвія             | 1 – 1   | Товариський матч     | 5  | 0            | 0  |
| 12 жовтня 2012  | Англія – Сан-Марино            | 5 – 0   | Кваліфікація ЧС 2014 | 2  | 0            | 0  |
| 10 вересня 2013 | Фарерські острови – Німеччина  | 0 – 3   | Кваліфікація ЧС 2014 | 1  | 0            | 1  |
| 7 червня 2014   | Естонія – Таджикистан          | 2 – 1   | Товариський матч     | 2  | 0            | 0  |
| 3 вересня 2014  | Латвія – Вірменія              | 2 – 0   | Товариський матч     | 4  | 0            | 0  |
| 8 вересня 2014  | Люксембург – Білорусь          | 1 – 1   | Кваліфікація ЧЄ 2016 | 7  | 0            | 0  |
| 12 жовтня 2014  | Швеція – Ліхтенштейн           | 2 – 0   | Кваліфікація ЧЄ 2016 | 2  | 0            | 0  |
| 7 вересня 2015  | Польща – Гібралтар             | 8 – 1   | Кваліфікація ЧЄ 2016 | 0  | 0            | 0  |
| 6 вересня 2016  | Болгарія – Люксембург          | 4 – 3   | Кваліфікація ЧС 2018 | 8  | 0            | 0  |
| 10 жовтня 2016  | Фарерські острови – Португалія | 0 – 6   | Кваліфікація ЧС 2018 | 3  | 0            | 0  |